# De Sliert in Schotland
De Sliert in Schotland is het tweede stripalbum uit de reeks De Sliert. Het werd getekend en geschreven door Jean Roba. Voor het scenario werd hij geholpen door Vicq. In het midden van het verhaal viel Vicq echter ten prooi aan zijn drankprobleem waarna Roba het verhaal zelf afwerkte. Roba werd voor dit verhaal geïnspireerd door een recente reis die hij maakte in Schotland, een land dat hem aantrok en dat hij ook kende door gesprekken met zijn Schotse ex-schoonvader. Het uitgangspunt van het verhaal, met twee rivaliserende families met elk een kenmerkend uiterlijk, leek erg op het scenario van Naijver in Painful Gulch, een verhaal van Lucky Luke dat twee jaar eerder verscheen.
Het verhaal verscheen voor het eerst in 1962-1963 in Spirou (nummers 1278-1299). Het album verscheen voor het eerst in 1966. De eerste druk van dit album bevatte ook het verhaal De Sliert te water, dat in de jaren tachtig in het album De Sliert in de tegenaanval werd opgenomen. De herdruk van De Sliert in Schotland uit 1983 bevatte dan ook niet langer dit verhaal. Voor deze nieuwe druk werd ook de scène op de omslag hertekend.
Yvan Delporte, destijds hoofdredacteur van Spirou, kreeg in dit verhaal een figurantenrol als Schot.

## Verhaal
Archibald heeft het bericht gekregen dat een erfstuk van zijn familie (de Mac Dingelings), de Gouden Distel, is gestolen door de al eeuwen rivaliserende clan van de Mac Klangbangs. Archibald en zijn vrienden van De Sliert beslissen om de Gouden Distel weer af te nemen. Ze trekken dus naar Glenfyfy, Schotland, waar Archibalds familie leeft. Die hebben allen een kenmerkende snor. Ze krijgen er al snel te maken met de rivalen, met opvallende bakkebaarden, maar met de hulp van de clan der Mac Dingelings en Hatsjie en Hatsja kunnen ze ontsnappen.
Archibald plant om de Gouden Distel op te sporen met een wichelroede, gemaakt van een hazelaar. Hij vraagt de sterke Mac Mechan, een clangenoot, om daarvoor een hazelaar te zoeken, maar hij komt terug met een eik. Toevallig blijkt de eik ook de schuilplaats te zijn voor een kiste met daarin de Gouden Distel, die zo weer in bezit komt van de Mac Dingelings. Archibald verstopt het kistje uit voorzorg in een meer, maar een lid van de Mac Klangbangs vindt het er. Hij verstopt het in een ruïne, maar vergeet waar. Het komt tot een gevecht waarbij de winnaar de Gouden Distel zal krijgen. Archibald stelt voor het gevecht eens en voor altijd te stoppen met een compromis: de Gouden Distel schenken aan een museum. Glenfyfy vergeet de oude vete en wordt een oord van eendracht.